# Ґрубно
Ґрубно (пол. Grubno, нім. Grubenhof) — село в Польщі, у гміні Стольно Хелмінського повіту Куявсько-Поморського воєводства.
Населення — 622 особи (2011).
У 1975-1998 роках село належало до Торунського воєводства.

## Демографія
Демографічна структура станом на 31 березня 2011 року:
|          | Загалом | Допрацездатний вік | Працездатний вік | Постпрацездатний вік |
| -------- | ------- | ------------------ | ---------------- | -------------------- |
| Чоловіки | 307     | 64                 | 223              | 20                   |
| Жінки    | 315     | 63                 | 203              | 49                   |
| Разом    | 622     | 127                | 426              | 69                   |